# Visual Basic .NET
Visual Basic .NET (VB.NET) – obiektowy język programowania zaprojektowany przez firmę Microsoft. Program napisany w tym języku kompilowany jest do kodu pośredniego wykonywanego w maszynie wirtualnej zgodnej z .NET. Oznacza to, że do uruchomienia programu napisanego w języku VB.Net w systemie Windows wymagana jest (zwykle bezpłatna) biblioteka uruchomieniowa taka jak .NET Framework lub Mono.
Język VB.NET ma wiele cech wspólnych z językami programowania Visual Basic i BASIC.

## Nazwa
Nazwa może być myląca, szczególnie dla tych, którzy słyszeli o ograniczeniach Visual Basica w wersji do 6.
Zaadaptowanie VB do platformy .NET częściowo wymusiło, a częściowo pozwoliło na dość duże zmiany, znacznie poszerzając możliwości języka.
Jako że jednym z celów (lub też ubocznym skutkiem) stworzenia platformy .NET było danie programiście wyboru odnośnie do stosowania składni wybranego przez siebie języka przy zachowaniu funkcjonalności, język Visual Basic .NET ma funkcjonalność bardzo podobną co C#, a kod produkowany przez kompilatory obu języków często jest identyczny.

## Składnia
Język wywodzi się z rodziny BASIC.
Jego podstawowe cechy odróżniające od rodziny C to:
- jedno wyrażenie występuje w jednej linii fizycznej (CR – znak końca linii). W związku z tym domyślnie nie występuje logicznie znak końca linii w postaci ";" jak w językach rodziny C. Dwie instrukcje w jednej linii fizycznej można w razie potrzeby zapisać używając składni "Instrukcja1 : Instrukcja2" natomiast przeniesienie do następnej linii fizycznej można w razie potrzeby zastosować używając sekwencji " _" (spacja – podkreślenie) na końcu linii fizycznej.
- Brak nawiasów klamrowych ({}) do grupowania bloków i kwadratowych do dostępu do tablic ([])

Każdy blok instrukcji posiada strukturę postaci
```
NazwaKonstrukcji [Opcje]
....
End NazwaKonstrukcji

```

np.
```
While
 
True

   
...

End
 
While

Do
 
While
 
True

   
Do
 
Until
 
False

      
Do

        
Do

          
...

        
Loop
 
Until
 
False

      
Loop
 
While
 
True

   
Loop

Loop

For
 
x
 
As
 
Double
 
=-
3.5
 
To
 
30

   
For
 
y
 
As
 
Integer
 
=
10
 
To
 
0
 
Step
 
-
2

      
...

      
' Komentarz

   
Next
 
' Opcjonalnie Next y

Next
 
'opcjonalnie Next x

Class

   
...

End
 
Class

```

Tablice definiuje się np. tak:
```
Dim
 
Tab
(
4
,
9
)
 
As
 
String

```

co wyklucza potrzebę używania nawiasów kwadratowych w składni, a oznacza zdefiniowanie tablicy o wymiarach 5 na 10 – bo z zakresu 0..4,0..9. Wynika to z faktu, że Visual Basic (nie VB.NET) pozwalał na zdefiniowanie tablicy (_od_ To _do_) np. (5 To 100) lub używając tylko _do_ (np. (100) co implikowało (0 To 100)). Niestety tzw. Common Type System narzuca kompilatorom ograniczanie sposobu indeksowania tablic do tablic zaczynających się indeksem zerowym co wyklucza sens składni _od_ To _do_ choć sama wirtualna maszyna CIL pozwala na tworzenie tablic o indeksie początkowym innymi niż 0.
Tablice można też deklarować w stylu C (nadal 0-indeksowo).
```
Dim
 
Tab
(
4
)(
9
)
 
As
 
String

```

gdzie sugerujemy, że każdy Tab(i) prowadzi na tablicę 10-elementową.
Można też:
```
Dim
 
Tab
(,,)
 
As
 
Cos
 
' Tablica 3-wymiarowa

```

Wymaga to użycia
```
Redim
 
Tab
(
x
,
y
,
z
)

```

Lub:
```
Dim
 
Tab
()()()
 
As
 
Cos
 
'Tablica tablicy tablicy - tablica 3-wymiarowa

```

Wymaga to inicjalizacji zmiennej Tab Tablica(Array), każdego elementu tablicy tablica, i każdego elementu tej tablicy Cosiem.
Trzeba jednak pamiętać, że tablica T()() oraz T(,) mają odzwierciedlenie w postaci innych typów w prekompilowanym pseudokodzie CIL.
- Język jest nieczuły na wielkość znaków w identyfikatorach i słowach kluczowych a-z ⇔ A-Z
- Alokacją i zwalnianiem pamięci zarządza garbage collector.
- Nie ma jawnego dostępu do wskaźników. Można uzyskać do nich dostęp ale okrężną drogą gwarantującą jednak bezpieczeństwo pracy na pamięci.
- Dostęp do obiektów następuje poprzez referencje (kompensujące brak wskaźników)
- Nawiasy klamrowe występują tylko przy określaniu elementów tablicy

```
Dim
 
A
 
As
 
String
 
=
 
{
"A"
,
"B"
,
"C"
}

Dim
 
B
 
As
 
Klasa
 
=
 
{
New
 
Klasa
,
 
New
 
Klasa
,
 
New
 
Klasa
}

JakasFunkcja
(
2
,
"abc"
,
 
New
 
Klasa
()
 
{
New
 
Klasa
,
 
New
 
Klasa
}
 
,
44
 
,
55
)

Dim
 
C
 
As
 
Object
 
=
 
New
 
String
()
 
{
"A"
,
"B"
,
"C"
,
"D"
}

```

- generyczność znana np. z Ada 95 czy C++ jako <template>
- brak operatora porównania "==" czy operatora przypisania ":="

Występuje jeden operator "=" oznaczający przypisanie lub porównanie.
Kompilator przyjmuje, że jeżeli wyrażenie ma postać
```
 
Zmienna
 
=
 
Dalsze
 
wyrażenie

```

Lub
```
 
Dim
 
Zmienna
 
As
 
Typ
 
=
 
Dalsze
 
wyrażenie

```

oznacza to przypisanie wartości z prawej strony do zmiennej Zmienna.
W innych przypadkach "=" porównuje wyrażenia zwracając wartość boolowską.
np.
```
 
Dim
 
A
 
As
 
Boolean
,
 
B
,
 
C
 
As
 
Integer

 
A
 
=
 
B
 
=
 
C

```

oznacza, że wartości liczb B i C zostaną porównane, a wynik tego porównania zostanie zwrócony jako 'True' lub 'False' a to z kolei przypisane do zmiennej A.
Podobnie w składni warunkowej
```
 
If
 
zmienna
 
=
 
zmienna
 
Then

   
...

 
ElseIf
 
warunek
 
Then

   
...

 
Else

   
...

 
End
 
If

```

Operator ":=" występuje natomiast przy odwoływaniu się do parametrów funkcji i procedur z użyciem notacji imiennej
np.
```
 
JakasProcedura
 
(
jakis_parametr
:
=
 
wartosc1
,
 
inny_parametrr
 
:
=
 
wartosc2
)

```

Jest to przydatne gdy dana funkcja (procedura) przyjmuje dużą ilość argumentów opcjonalnych.
- Łańcuchy znaków zamykane są w cudzysłowach ("). Jeżeli trzeba w Stringu użyć cudzysłowu używa się podwójnego znaku cudzysłowu

```
 
Dim
 
a
 
As
 
String
 
=
 
"A wtedy on powiedział ""Dajcie mi spokój."""

 
' A zawiera: A wtedy on powiedział "Dajcie mi spokój."

```

Nie występują znaki specjalne w formacie \" \n itp.
```
 
Dim
 
b
 
As
 
String
 
=
 
"zmienna x="""
 
&
 
a
 
&
 
""""
 
&
 
Chr
(
10
)
 
&
 
_

                             
"następna linijka."

  
'b zawiera: zmienna x="A wtedy on powiedział "Dajcie mi spokój.""

  
'           następna linijka.

```

W tej kwestii rodzina Basic zachowuje się podobnie do języka Ada.
Znak 10 to znak końca linii tak więc Chr(10) daje znak końca linii. Chr() zwracający znak o kodzie podanym jako argument jest funkcją inline, także w trakcie kompilacji zamienia się w znak końca linii (wniosek: nie różni się prędkością wykonywania kodu od znanego z C "\n").
- Imports, With, Using

Imports do ustalania domyślnych przestrzeni nazw.
With do skracania ścieżki dostępu przy pracy z obiektami o dużych zagnieżdżeniach.
Using również do pracy na obiektach. Przemianowujące zmienną lub tworzące zmienną na obszar bloku using i implikujące zarazem blok Try Catch
- Wbudowana w składnię obsługa synchronizacji wątków. – SyncLock

## Dalsze przykładowe programy
Prosty program napisany w języku VB.NET. Po jego skompilowaniu i uruchomieniu zobaczymy napis „Hello world!”.
```
Imports
 
System

Public
 
Class
 
PrzykladowaKlasa

   
Public
 
Shared
 
Sub
 
Main
()
 
'Procedura współdzielona między instancjami klasy

       
System
.
Console
.
WriteLine
(
"Hello world"
)

       
For
 
i
 
As
 
Integer
 
=
 
1
 
To
 
10

           
System
.
Console
.
WriteLine
(
"To jest linia "
 
&
 
i
)

       
Next

   
End
 
Sub

End
 
Class

```

Lub
```
 
Module
 
Nazwa
 
Modulu
 
'Moduł jako bezobiektowy element grupujący w przestrzeń nazw.

    
Public
 
Sub
 
Main
()
 
' nie ma słowa Shared bo moduł wydziela kod, natomiast

                      
' nie ma możliwości powołania obiektu typu modułowego

        
System
.
Console
.
WriteLine
(
"Hello world"
)

        
For
 
i
 
As
 
Integer
 
=
 
1
 
To
 
10

            
System
.
Console
.
WriteLine
(
"To jest linia "
 
&
 
i
)

        
Next

    
End
 
Sub

 
End
 
Module

```

Zamiast pisać System.Console.WriteLine można wykorzystać specjalną składnię do pracy z obiektem:
```
    
Public
 
Sub
 
Main
()

        
With
 
System
.
Console

            
.
WriteLine
(
"Hello world"
)

        
For
 
i
 
As
 
Integer
 
=
 
1
 
To
 
10

            
.
WriteLine
(
"To jest linia "
 
&
 
i
)

        
Next

    
End
 
Sub

```

Kolejny przykładowy program demonstruje technikę programowania interfejsu graficznego (GUI). Po jego skompilowaniu i uruchomieniu system operacyjny utworzy okienko aplikacji.
```
Imports
 
System
 
'Domyślnie szukaj elementów w System

Imports
 
System.Windows.Forms
 
'a także w System.Windows.Forms

Public
 
Class
 
PrzykladoweOkno

Inherits
 
Form

   
'Konstruktor z dziedziczeniem konstruktora macierzystego

   
Sub
 
New
()

       
MyBase
.
New
()

   
End
 
Sub

   
Public
 
Shared
 
Sub
 
Main
()

       
Application
.
Run
(
 
New
 
PrzykladoweOkno
()
 
)
;

   
End
 
Sub

End
 
Class

```

Następny przykład pokazuje konstrukcję interfejsu, czyli rodzaju nagłówka klasy definiującego mechanizmy implementowane przez klasę.
Klasa, która implementuje pewien interfejs (co programista może łatwo sprawdzić (If TypeOf NazwaObiektu Is IJakisInterfejs)), zobowiązuje się posiadać zaadaptowane do swoich warunków wszystkie procedury, funkcje, właściwości, zdarzenia itd. określone w interfejsie.
```
Interface
 
INazwa

Inherits
 
InnyInterfejs

  
Sub
 
CosRob
()

  
ReadOnly
 
Property
 
Cos
 
As
 
Integer

End
 
Interface

```